# Chaenactis
Chaenactis é um género botânico pertencente à família Asteraceae.